# Hieracium japonicum
Hieracium japonicum là một loài thực vật có hoa trong họ Cúc. Loài này được Franch. & Sav. mô tả khoa học đầu tiên năm 1877.